# Julia Fuhr Mann
Julia Fuhr Mann (* 17. März 1987 in Ingolstadt als Julia Stiebert) ist eine deutsche Filmemacherin, Kuratorin und queer-feministische Aktivistin. Sie setzt sich bei ProQuote Film für Geschlechtergerechtigkeit im Filmbereich ein, kuratiert Filme für das Kult-Frauenfilmfestival Bimovie und ist in der Videoredaktion der Süddeutschen Zeitung angestellt.

## Leben
2003 wirkte Julia Fuhr Mann in Ingolstadt an einer Szenischen Lesung zum Bosnienkrieg mit.
Mit 18 Jahren entwickelte sie mit andern Schülern das Jugendtheaterstück "traum.verloren", eine Geschichte zweier Mädchen und ihrer Auseinandersetzung mit der eigenen Identität, das unter ihrer Regie im Altstadttheater 4 mal aufgeführt wurde.
Julia Fuhr Mann absolvierte einen Magister in Philosophie, Literaturwissenschaft und Soziologie 2006 bis 2008 in der Christian-Albrechts-Universität zu Kiel und 2009–2012 in der Ludwig-Maximilians-Universität München. Dabei legte sie ihren Fokus auf Ästhetik, Moral und griechische Ethik. Seit 2013 studiert sie an der Hochschule für Fernsehen und Film München. In ihrer filmischen Ausbildung wurde sie von Jean Perret, Nurith Aviv und Peter Zeitlinger geprägt. Beim ARD-Hauptstadtstudio, die Zeit, Funk und Vice bildete sie sich journalistisch fort.
Seit 2014 kuratiert sie das Programm für das feministische Filmfestival Bimovie in München, auf dem avantgardistische Untergrund-Filme von und für Frauen gezeigt werden.
In ihren Kurzfilmen und Dokumentationen problematisiert sie kapitalistische Selbstoptimierung und Gendernormen, Digitalisierung und Entfremdung. Mit absurd überhöhten Bildern kreiert sie dystopische Zukunftsszenarien zeigt in trister Ästhetik die Vereinzelung der Menschen in einer funktionalen Arbeitswelt oder "entwirft eine queer-feministische Utopie fernab von abstrusen BMI-Normen und männlicher Deutungshoheit."
Seit 2015 engagiert sie sich bei ProQuote Film für eine Frauen-Quote in der Filmbranche ein und konzipierte 2016 einen gleichnamigen Social Spot.
Seit 2018 arbeitet sie außerdem in der Videoredaktion der Süddeutschen Zeitung.

## Auszeichnungen
Ihr Film Riot Not Diet (2018) wurde auf über 70 Filmfestivals weltweit gezeigt und gewann 2018 beim XPOSED Film Festival Berlin in der Kategorie Best German Short Film, sowie 2019 beim Barcelona Int. Short Film & Video Festival als Best Experimental Short und beim Blicke – Filmfestival des Ruhrgebiets den Gender & Queer Preis.

## Filmografie
- 2009 Grün (Regiepraktikantin)
- 2010 Stran9ers in the ni9ht (Marketing, PR)
- 2010 Vita Cola auf Weltniveau (Setrequisiteurin)
- 2013 Niemandsland
- 2014 A Monument to Keren Yedaya (Interview)
- 2014 Die Liebe der Mutter
- 2016 ProQuote Film
- 2016 The Show Show
- 2017 Doctor Future
- 2018 Riot Not Diet
- 2023 Life is not a competition, but I’m winning